# 634 TCN
634 TCN là một năm trong lịch La Mã.